# Kokosovi (Keelingovi) otoki
Kokosovi (Keelingovi otoki)  so odvisno ozemlje Avstralije in niso suverena država. Ležijo v Indijskem oceanu jugovzhodno od Indonezije, približno na pol poti med Avstralijo in Šrilanko.
Otočje sestavlja 27 koralnih otokov. Vsi otoki, razen Severnega Keelingovega otoka, ki leži 30 km severno od ostalih otokov, se držijo skupaj in tvorijo atol v obliki podkve. Naseljena sta samo dva otoka, in sicer Domači otok ter Zahodni otok. Na otoku je leta 2014 živelo 596 prebivalcev, od katerih jih je večina potomcev malajskih plantažnih delavcev, nekaj pa je tudi Evropejcev. Glavna religija na otokih je islam.
Kokosovi otoki tvorijo skupaj z Božičnim otokom Avstralska odvisna ozemlja v Indijskem oceanu. Na Kokosovih otokih je izglasovan okrožni odbor, ki skrbi za transport, oskrbo, zdravstvo in še mnoge druge stvari na otoku.
Na otokih lahko najdemo veliko različnih vrst ptic, ena od katerih je "Cocos buff-banded rail", ki živi samo na Severnem Keelingovem otoku. Zadnje čase pa so otoki zelo onesnaženi s plastiko. V raziskavi, ki je potekala leta 2019 so ocenili, da je na plažah otokov za približno 238 ton odpadkov.
Otoke je leta 1609 odkril kapitan William Keeling po katerem se otoki tudi imenujejo. Na njih pa so se prvič naselili ljudje veliko kasneje v 19. stoletju. Med 1. svetovno vojno je v bližini Severnega otoka tudi potekala bitka med nemško in avstralsko vojaško ladjo. Končala se je z zmago avstralske bojne ladje Sydney. Od leta 1984 je po referendumu otočje v popolni upravi Avstralije.

## Geografija
Kokosove otoke sestavlja 27 koralnih otokov. Površje otokov je večinoma ravno, najvišja točka otokov je le 9 metrov nad morsko gladino. Vsi otoki skupaj zavzemajo približno 14 kvadratnih kilometrov. Na otokih ni nobenih rek. Okoli devet mesecev na leto so otoki pod vplivom visoke vlažnosti in pod zmernimi jugovzhodnimi pasati.
Glavni štirje otoki so Domači otok (ang. "Home Island"), Zahodni otok, Južni otok in Severni Keelingov otok.
Severni Keelingov otok leži približno 24 kilometrov severno od lagune (Južne lagune), ki je obdana z 26 Južnimi Keelingovimi otoki. Na otoku je bil leta 1995 ustanovljen Pulu Keeling narodni park.
Največji od vseh otokov je Zahodni otok (ang. West Island), ki je poleg Domačega otoka edini naseljen od preostalih otokov. Domači in Zahodni otok sta del Južnih Keelingovih otokov, ki jih sestavlja 24 otokov, ki so prikazani v tabeli spodaj.
|    | Otoki (ime v malajščini) | Prevod iz malajščine  | Slovensko ime (prevedeno iz angleščine)             | Površina (km²) |
| -- | ------------------------ | --------------------- | --------------------------------------------------- | -------------- |
| 1  | Pulau Luar               | Zunanji otok          | Horsburgh otok                                      |                |
| 2  | Pulau Tikus              | Mišji otok            | Navigacijski otok                                   |                |
| 3  | Pulau Pasir              | Peščeni otok          | Workhouse otok                                      | <0.01          |
| 4  | Pulau Beras              | Rižev otok            | Zaporniški otok                                     | 0.02           |
| 5  | Pulau Gangsa             | Bakreni otok          | Zaprto peščeno obrežje, trenutno del Domačega otoka | <0.01          |
| 6  | Pulau Selma              |                       | Domači otok                                         | 0.95           |
| 7  | Pulau Ampang Kechil      | Mali Ampang otok      | Scaevola otok                                       | <0.01          |
| 8  | Pulau Ampang             | Ampang otok           | Canui otok                                          | 0.06           |
| 9  | Pulau Wa-idas            |                       | Ampang Minor                                        | 0.02           |
| 10 | Pulau Blekok             | Otok lagunskih čapelj | Otok zlate vode                                     | 0.03           |
| 11 | Pulau Kembang            | Otok rož              | Thorn otok                                          | 0.04           |
| 12 | Pulau Cheplok            | Otok Kosmuljevi rt    | Kosmulji otok                                       | <0.01          |
| 13 | Pulau Pandan             | Pandan otok           | Otok muk                                            | 0.24           |
| 14 | Pulau Siput              | Polžji otok           | Kozji otok                                          | 0.10           |
| 15 | Pulau Jambatan           | Otok Most             | Srednji Mission otok                                | <0.01          |
| 16 | Pulau Labu               | Bučni otok            | Južno kozji otok                                    | 0.04           |
| 17 | Pulau Atas               | Vrhnji otok           | Južni otok                                          | 3.63           |
| 18 | Pulau Kelapa Satu        | Kokosov otok          | Severno kozji otok                                  | 0.02           |
| 19 | Pulau Blan               |                       | Vzhodni Cay                                         | 0.03           |
| 20 | Pulau Blan Madar         |                       | Pokopališki otok                                    | 0.03           |
| 21 | Pulau Maria              | Marijin otok          | Zahodni Cay                                         | 0.01           |
| 22 | Pulau Kambing            | Kozji otok            | Keelingham Horn otok                                | <0.01          |
| 23 | Pulau Panjang            | Dolgi otok            | Zahodni otok                                        | 6.23           |
| 24 | Pulau Wak Bangka         |                       | Želvji otok                                         | 0.22           |

## Podnebje
Podnebje na Kokosovih otokih je tropsko z visoko vlažnostjo. Temperature na otokih nihajo med 23 °C. in 30 °C. Povprečno na leto pade okoli 2000 mm padavin, večina med januarjem in avgustom. Skozi celo leto po večini pihajo jugovzhodni pasati, ki prinašajo padavine do ekvatorja, kar razloži visoko količino padavin.
| Podnebni podatki za letališče Kokosoih otokov | Podnebni podatki za letališče Kokosoih otokov | Podnebni podatki za letališče Kokosoih otokov | Podnebni podatki za letališče Kokosoih otokov | Podnebni podatki za letališče Kokosoih otokov | Podnebni podatki za letališče Kokosoih otokov | Podnebni podatki za letališče Kokosoih otokov | Podnebni podatki za letališče Kokosoih otokov | Podnebni podatki za letališče Kokosoih otokov | Podnebni podatki za letališče Kokosoih otokov | Podnebni podatki za letališče Kokosoih otokov | Podnebni podatki za letališče Kokosoih otokov | Podnebni podatki za letališče Kokosoih otokov | Podnebni podatki za letališče Kokosoih otokov |
| Mesec                                         | Jan                                           | Feb                                           | Mar                                           | Apr                                           | Maj                                           | Jun                                           | Jul                                           | Avg                                           | Sep                                           | Okt                                           | Nov                                           | Dec                                           | Letno                                         |
| --------------------------------------------- | --------------------------------------------- | --------------------------------------------- | --------------------------------------------- | --------------------------------------------- | --------------------------------------------- | --------------------------------------------- | --------------------------------------------- | --------------------------------------------- | --------------------------------------------- | --------------------------------------------- | --------------------------------------------- | --------------------------------------------- | --------------------------------------------- |
| Rekordno visoka temperatura °C                | 32.2                                          | 32.2                                          | 32.7                                          | 32.8                                          | 31.5                                          | 30.8                                          | 30.3                                          | 30.3                                          | 30.1                                          | 31.0                                          | 30.9                                          | 31.4                                          | 32.8                                          |
| Povprečna visoka temperatura °C               | 29.8                                          | 29.9                                          | 30.0                                          | 29.8                                          | 29.3                                          | 28.6                                          | 28.1                                          | 28.1                                          | 28.2                                          | 28.6                                          | 29.0                                          | 29.4                                          | 29.1                                          |
| Povprečna nizka temperatura °C                | 25.1                                          | 25.2                                          | 25.4                                          | 25.5                                          | 25.4                                          | 24.8                                          | 24.3                                          | 24.3                                          | 24.2                                          | 24.5                                          | 24.8                                          | 24.8                                          | 24.9                                          |
| Rekordno nizka temperatura °C                 | 21.0                                          | 20.1                                          | 19.8                                          | 22.2                                          | 21.2                                          | 21.5                                          | 20.5                                          | 20.8                                          | 21.2                                          | 21.3                                          | 20.8                                          | 21.2                                          | 19.8                                          |
| Povprečna količina dežja mm                   | 153.9                                         | 181.6                                         | 231.4                                         | 262.6                                         | 205.0                                         | 212.3                                         | 220.2                                         | 104.9                                         | 86.4                                          | 88.2                                          | 96.9                                          | 93.5                                          | 1.936,9                                       |
| Povp. št. deževnih dni (≥ 0.2 mm)             | 12.9                                          | 14.2                                          | 18.3                                          | 18.3                                          | 18.9                                          | 19.2                                          | 21.4                                          | 17.2                                          | 13.5                                          | 10.1                                          | 10.1                                          | 10.6                                          | 184.7                                         |
| Vir: Bureau of Meteorology                    |                                               |                                               |                                               |                                               |                                               |                                               |                                               |                                               |                                               |                                               |                                               |                                               |                                               |

## Rastlinstvo in živalstvo
Na Kokosovih otokih lahko najdemo veliko število različnih ptic. Njihovo edino leglo v okolju 900 km je na Severnem Keelingovem otoku. Tam lahko najdemo tudi ptico z imenom Gallirallus philippensis andrewsi (ang. Cocos buff-banded rail), ki jo lahko najdemo samo na tem otoku. Na Južnem otoku najdemo največje število ptic, okoli 60 različnih vrst.
Na kopnem in v oceanu v bližini otoka živijo tudi korale, ribe, mehkužci, raki, želve, morski psi, delfini in še mnoge druge vrste živali.
Nekatere rastline bolj uspevajo na Severnem Keelingovem otoku, kot na drugih, verjetno zaradi sajenja kokosovih palm na južnih otokih.

## Populacija
Večina prebivalcev, ki trenutno živijo na otokih so potomci malajskih plantažnih delavcev, ki so včasih delali na otokih. Drugi prebivalci pa se prepoznajo kot Evropejci. Približno štiri petine prebivalec je muslimanov, okoli 75%. Na otoku 22,3% ljudi govori angleško, 68,8% malajščino in 8,9% druge jezike.

## Zgodovina
Potem ko je kapitan William Keeling, kot prvi Evropejec prvič zagledal otoke leta 1609, so bili otoki dolgo časa nenaseljeni. Dve stoletji kasneje leta 1805 James Horsburgh označi otoke in jih poimenuje Kokosovi Keelingovi Otoki. Prvič so jih ljudje začeli naseljevati leta 1826, ko je na enega od atolov angleški raziskovalec Alexander Hare pripeljal svoje sužnje. Leto kasneje so na otoke prispeli John Clunies-Ross in njegova družina, ki so izboljšali in povečali nasade kokosov ter se naselili na drugem atolu (Domačem otoku). Nekaj časa pozneje (leta 1836) je na otokih opazoval koralne grebene tudi Charles Darwin.
Kokosovi otoki so bili leta 1857 razglašeni, kot del Britanskega imperija. Naslednje leto je kraljica Viktorija otoke podarila vnuku John Clunies Rossa, ki mu je bilo ime George. Njegova družina je na otoke pripeljala delavce iz Azije, da bi delali na plantažah.
Leta 1901 je bila na Komunikacijskem otoku postavljena postaja za povezavo med otoki in Perthom.
Postaja je bila uničena leta 1914, v času prve svetovne vojne, ko je nemška ladja SMS Emden izvedla uspešen napad. Na napad je odgovorila HMAS Sydney, ki je nemško ladjo potopila blizu Severnega Keelingovega otoka.
Med drugo svetovno vojno so bili otoki pod zavezniki.
Leta 1955 je nadzor nad otoki prevzela Avstralija. Leta 1978 je avstralska vlada kupila lastnino družine John Clunies-Ross, razen njihovega doma na Domačem otoku. V naslednjem letu se je vodenje Domačega otoka spremenilo in to na okrožni odbor, ki so ga izglasovali prebivalci otoka.
Sledil je še referendum leta 1984, kjer so prebivalci otokov odločili, za popolno vključitev Avstralije v upravljanje otoka. Takrat je okrožni odbor v upravljanje dobil še vso ostalo ozemlje otokov, razen ozemlja Britanske skupnosti narodov in družine Ross. Vsa ta ozemlja so bila dokončno prodana Avstraliji leta 2002.

## Gospodarstvo
Temeljni donos Kokosovih otokov je izvoz kokosovega olja in turizem. Nekaj hrane približno 600 prebivalcev otoka dobi od ribarjenja, ampak večino druge hrane pa je potrebno pripeljati iz Avstralije.
Glavni pridelki na otokih so zelenjava, banane, asimina in kokosovi orehi.
Leta 2011 je bila brezposelnost 0,1%.

## Vlada
Od leta 1955 je Teritorij Kokosovih (Keelingovih) otokov po podpisu Islands Act uradno avstralski čezmorski teritorij. Vladni upravnik otokov je upravni uslužbenec, ki ga namesti avstralski guverner-general. Ta uslužbenec predstavlja Kokosove otoke in Božični otok. Zakone na otoku ureja izključno Avstralija, razen v primeru, da je v zakonih zapisano drugače. Zaradi tega je avstralska vlada dolžna poskrbeti za transport in drugo pomoč otokom. To ureja Ministrstvo za infrastrukturo, transport, mesta in razvoj v imenu ministra.
Okrožni odbor ima po podpisu Lokalnega Vladnega Zakona leta 1995 enake odgovornosti, kot vlada v Avstraliji. Pri urejanju otokov pa vladi pomagajo tudi različne vladne agencije. Agencije in vlada na otoku poskrbijo za zdravstvo, povezavo do elektrike, osebje, vzdrževanje vodnih objektov, upravljanje letališča, upravljanje pristanišča in registracijo motornih vozil.
Okrožni odbor ima v parlamentu 7 sedežev. Izvoljeni so direktno na voliščih in služijo štiriletni mandat, s tem da se članarina podaljša vsaki dve leti. Zadnje volitve so bile 31. oktobra 2019.

### Zdravstvo
Na Domačem in Zahodnem otoku delujeta zdravstveni ordinaciji. Prebivalcem so na voljo zdravniki, medicinske sestre, zdravstveni delavci in zobozdravnik.
Zobozdravnik in pediater nista vedno na otoku. V primeru, da potrebuje prebivalec otokov zdravstveno pomoč, se ga lahko pripelje na bližnji Božični otok ali pa v Perth. Slednji je bolj primeren za resnejše probleme.

### Policija in vojska
Avstralska federalna policija (AFP) redno deluje na otokih. Policija ima pet članov. Ukvarjajo se z imigracijo in procesiranjem ladji in jaht ter odgovarjajo na nujne primere. Vojska in drugo varovanje je odgovornost Avstralije.

### Pravni postopki
Delujejo pod Teritorialnim zakonom o reformi iz leta 1992. Zahodna Avstralija nudi vrhovno sodišče in sekundarna sodišča (okrožno sodišče, magistralno sodišče, družinsko sodišče, otroško sodišče in Coroner's sodišče).

## Onesnaženost s plastiko
V študiji iz leta 2019, ki jo je vodila J. J. Lavers, je na Kokosovih otokih po ocenah okoli 414 milijonov kosov odpadkov, ki tehtajo 238 ton. Od teh je okoli 25% plastika, po večini plastične vrečke, slamice in zobne ščetke. Okoli 60% odpadkov naj bi bilo mikro plastike, veliko odpadkov pa je tudi zakopanih pod peskom. Plastika zelo ogroža življenje živali, zato so na otokih prisotni prostovoljci, ki pobirajo plastiko, ki jo je prineslo morje.

## Komunikacija in transport

### Transport
Kokosovi otoki imajo eno pristanišče, Port Refuge, kar jih uvršča na 218. mesto na svetu. Poleg tega imajo na zahodnem otoku letališče. Steza na letališču je dolga med 2438 in 3047 metri.
Na otokih je skupaj 22 kilometrov železnice.
Ostale možnosti transporta so z ladjami in čolni.

### Komunikacija in internet
Otoki so povezani z avstralsko telefonsko linijo. Domača telefonska koda je -08, mednarodna pa -618. Na voljo je tudi brezžična in satelitska povezava.
Internetna koda je .cc.
Na otoku deluje ena radijska postaja na voljo pa so tudi druge avstralske radijske in televizijske postaje prek satelita.
- Galerija
- Letališče na Zahodnem Kokosovem otoku (ICAO code: YPCC).
- Domači otok.
- Stojalo za kompas iz mostu HMAS Sydney, ki je uničila SMS Emden, nameščen v Port Macquarie, New South Wales.
- Pogled na potopljeno nemško ladjo Emden po njenem boju z HMAS Sydney v bližini Kokosovih otokov. Mornarje je kmalu rešila ladja Sydney, na koncu palube ladje se vidijo mornarji, ki opazujejo nemško ladjo.
- Zadnji bombni napad v drugi svetovni vojni pod vodstvom 99. 356. in 321. eskadrilje je preklican, 15 avgust 1945.[2]
- Kraljica Elizabeth in Princ Philip prispeta na Kokosove otoke, aprila 1954.
- Princ Philip pomaha v slovo, ko se s kraljico Elizabeto in s spremljevalcem John Clunies-Ross, vračajo na ladjo na Domačem otoku (1954).
- Kraljica Elizabeta na vrtni zabavi prirejeni v njeno čast na Domačem otoku (1954).